# Centrolepis eremica
Centrolepis eremica är en gräsväxtart som beskrevs av David Alan Cooke. Centrolepis eremica ingår i släktet Centrolepis och familjen Centrolepidaceae. Inga underarter finns listade i Catalogue of Life.